# Alby kyrka, Medelpad
Alby kyrka är en kyrkobyggnad i Ånge kommun. Den är församlingskyrka i Borgsjö-Haverö församling, Härnösands stift.

## Kyrkobyggnaden
Kyrkplatsen har varit begravningsplats sedan slutet av 1800-talet. En åttakantig klockstapel av trä uppfördes 1931 efter ritningar av arkitekt Per Österlund.
Kapellet uppfördes åren 1933-1934 och invigdes 1935 som kyrka av biskop Torsten Bohlin. Byggnaden har en stomme av tegel, vitputsade ytterväggar och täcks av ett valmat spåntak.
Altartavlan är målad av professor Olle Hjortzberg och dess motiv är Jesus med sex lärjungar på varje sida.

## Orgel
- Innan orgeln byggdes fanns ett harmonium i kyrkan.
- Den nuvarande orgeln byggdes 1968 av Gustaf Hagström Orgelverkstad AB, Härnösand. Orgeln är mekanisk med slejflådor. Den har ett tonomfång på 56/30.

| Manual       | Pedal      | Koppel  |
| Gedackt 8´   | Subbas 16´ | Man/Ped |
| Rörflöjt 4'  |            |         |
| Principal 2' |            |         |
| Scharf II    |            |         |

### Webbkällor
- Information från Svenska kyrkan